# Нобълс (окръг, Минесота)
Окръг Нобълс (на английски: Nobles County) е окръг в щата Минесота, Съединени американски щати. Площта му е 1870 km², а населението - 20 832 души (2000). Административен център е град Уъртингтън.